# Свен Бергквіст
Свен Бергквіст (швед. Sven Bergqvist, нар. 20 серпня 1914, Стокгольм — пом. 16 грудня 1996) — шведський спортсмен, який брав участь у змаганнях з футболу, хокею з шайбою та бенді.

## Клубна кар'єра
У дорослому футболі дебютував 1932 року виступами за футбольну команду клубу «Гаммарбю», кольори якої і захищав протягом усієї своєї кар'єри гравця, що тривала п'ятнадцять років.

## Виступи за збірну
1935 року дебютував в офіційних матчах у складі національної збірної Швеції. Протягом кар'єри у національній команді, яка тривала 9 років, провів у формі головної команди країни 35 матчів.
У складі збірної був учасником  футбольного турніру на Олімпійських іграх 1936 року у Берліні, а також чемпіонату світу 1938 року у Франції.

## Кар'єра тренера
Протягом останніх років виступів на футбольному полі був граючим тренером «Гаммарбю», очолював тренерський штаб команди протягом 1944–1946 років.
3 грудня 1955 року потрапив в автомобільну аварію, внаслідок якої отримав важкі травми і решту життя провів в інвалідному візку. Помер 16 грудня 1996 року на 83-му році життя.
1999 року ввійшов до зали слави Міжнародної федерації хокею із шайбою.